# سوزان گرینفیلد
سوزان گرینفیلد (انگلیسی: Susan Greenfield, Baroness Greenfield؛ زادهٔ ۱ اکتبر ۱۹۵۰) یک دانشمند اهل بریتانیا است.